# Alexandre Bertrand
Alexandre Louis Joseph Bertrand (Rennes, 11 giugno 1820 – Saint-Germain-en-Laye, 8 dicembre 1902) è stato un archeologo francese.

## Biografia
Era figlio del medico Alexandre Jacques François Bertrand (1795-1831) e fratello maggiore del matematico Joseph Louis François Bertrand (1822-1900).
Alexandre Bertrand studiò all'École Normale Superieure e successivamente insegnò presso il liceo di Laval (dal 1848). Nel 1849 divenne membro dell'École française d'Athènes e, dal 1851 al 1858, fu professore di retorica al liceo di Rennes.
Bertrand fu un pioniere dell'archeologia gallica e gallo-romana e fu coinvolto nello scavo archeologico di Alise-Sainte-Reine (1861/62). Nel 1864, con Louis Félicien de Saulcy, diresse gli scavi di tumuli a Meloisey.
Nel 1862 fondò il museo gallo-romano a Saint-Germain-en-Laye, servendo come curatore dal 1867 fino alla sua morte nel 1902. Assistendolo in questo suo lavoro furono Gabriel de Mortillet (1868-1885) e Salomon Reinach (1886 a 1902).
Dal 1882 insegnò archeologia all'École du Louvre. Era un editore di Revue Archeologique e membro dell'Académie des Inscriptions et Belles-Lettres.

## Opere principali
- Études de mythologie et d'archéologie grecques, d'Athènes à Argos, 1858.
- Archéologie celtique & gauloise, mémoires et documents relatifs aux premiers temps de notre histoire nationale, 1876.
- La Gaule avant les Gaulois, 1891.
- Les Celtes dans les vallées du Po et du Danube, 1894.